# Dendropsophus pauiniensis
Dendropsophus pauiniensis là một loài ếch thuộc họ Nhái bén.
Loài này có ở Brasil và có thể cả Bolivia.
Môi trường sống tự nhiên của chúng là rừng ẩm vùng đất thấp nhiệt đới hoặc cận nhiệt đới và sông ngòi.